# Ikegusuku Anrai
Ikegusuku Ueekata Anrai (池城 親方 安頼) (1558 – 1er février 1623) aussi connu sous son nom de style chinois Mō Hōgi (毛 鳳儀), est un aristocrate et fonctionnaire du gouvernement du royaume de Ryūkyū. Il est membre du Sanshikan de 1611 à 1623.
Ikegusuku Anrai a été le troisième chef de famille de la famille aristocrate nommée Mō-uji Ikegusuku Dunchi (毛氏池城殿内). Son père Ikegusuku Antō était un Sanshikan pendant le règne de Shō Gen et Shō Ei. Jana family (謝名一族) a lancé une rébellion contre King Shō Nei en 1592. Il a participé à la répression de cette rébellion avec Kochinda-Higa Seizoku (東風平比嘉 盛続) et Mabuni Akō, et il l'a accomplie avec succès. Tous parmi eux ont reçu ueekata, le rang le plus haut dans l'aristocratie yukatchu de Ryukyu.
Satsuma a envahi Ryūkyū au printemps 1609. Quand les troupes de Satsuma se sont approchées de Naha, il a suivi le sessei Gushichan Chōsei pour avoir des discussions de paix avec Satuma à Oyamise (親見世), mais la proposition de paix a été rejetée.
Après l'abandon du roi Shō Nei, on l'a emmené à Kagoshima avec le roi Shō Nei et un nombre de dignitaires de troupes de Satsuma. Il est revenu à Ryūkyū avec Gushichan Chōsei l'année suivante pour se débrouiller dans les affaires tributaires. Satsuma l'a envoyé à Ming China pour payer le tribut avec Kin Ōkai (金 応魁, aussi connu comme Gushi Pekumi 具志親雲上), mais on a essayé de faire de manière que Ming China s'y soit impliqué secrètement. Ming China a refusé de recevoir le tribut de Ryūkyū jusqu'à ce que le roi Shō Nei ait été libéré en 1611. Ikegusuku a pris la place de Urasoe Chōshi en devenant membre de Sanshikan. En 1623 on l'a envoyé en Chine avec Sai Ken (蔡 堅, aussi connu comme Kiyuna Pekumi 喜友名親雲上) pour demander la titularisation du roi Shō Hō, et pour demander l'autorisation de payer tribut une fois tous les 5 ans. Ikegusuku est tombé gravement malade en rentrant à la maison et il est mort à Jiangnan.